# 入江崇史
入江 崇史（いりえ たかし、1959年4月21日 - ）は、日本の俳優、声優。

## 来歴・人物
ヒューロン大学、テンプル大学で比較文化学心理学を学んだ。その後円演劇研究所を経て1978年に渡米する。ニューヨークではファイニス・ジュング、ベッツィ・ハーブに師事した。5年後に帰国し、文学座付属養成所に入所する。
1986年にテアトル・エコーに入団。『鹿鳴館』（市川崑監督作品）青木役でデビュー。
2011年からCINEMACT所属。
特技はゴルフ、ダイビング、乗馬、英語。
日本芸術専門学校 講師。

## 受賞歴
- 「SHORT SHORTS FILM FESTIVAL＆ASIA2018」 ジャパン部門ベストアクター
- 「第11回オイド映画祭東京」 演技部門特別賞 受賞
- 「第3回渋谷TANPEN映画祭Climax at 佐世保」 助演男優賞 受賞

## 出演

### 映画
- まなざし（2016年）（卜部敦史監督） - マサオ 役
- 星に語りて〜Starry Sky〜（監督：松本動） - 瀬川功 役
- プラネット・オブ・アメーバ（マメゾウピクチャーズ） - 住友信一郎 役[4]
- カセットテープ（監督：松本動） - 静夫 役
- 公衆電話（監督：松本動） - 静夫 役
- 不毛（監督：余暁瑞）
- 鼓動（監督：品田誠） - 高橋 役
- 鹿沼（監督：杉本達）
- ダミー男子（監督：加嶋一哲） - 鈴河純三郎(スーサン) 役[5]
- INTER::FACE 知能機械犯罪公訴部（監督：下向拓生）- 小坂部 役[6]
- もう一度生まれる（監督：堀川湧気） - 木下健一 役[7]
- わたしの魔境（監督：天野友二朗）[8]
- カフネ（監督：杵村春希）- 瀬川稔 役[9]

### テレビドラマ
- ドクターX〜外科医・大門未知子〜（2012年）
- 八重の桜（2013年）
- 鉄子の育て方（2014年4月 - 6月、メ〜テレ） - 長泉なめり 役
- 孤独のグルメ Season4 第10話（2014年9月10日、テレビ東京） - 藤田 役
- わるいやつら（2014年）
- 警視庁特捜対策室 迷宮捜査の女（2015年）
- 5人のジュンコ（2015年）
- ソイカレ〜わたしとイケメンが添い寝する30の方法〜（2015年）
- 銭の捜査官 西カネ子（2016年）
- そして、誰もいなくなった（2016年）
- ウチの夫は仕事ができない（2017年） - 鶴田 役
- 銭形警部（2017年）
- 特命係長 只野仁（2017年） - 根本 役
- 崖っぷちホテル!（2018年） - 桜井剛役
- 遺留捜査（2018年） - 久世凉一役
- 向かいのバズる家族（2019）
- ランウェイ24（2019）
- 銀座黒猫物語 第5話 壹番館洋服店編（2020年8月14日、関西テレビ） - テーラー 役
- インフォーマ 第2話（2023年1月26日、関西テレビ）- 山本 役

### テレビ番組
- あつまれ!わんパーク 日曜版・NHK教育（フムフムの声）
- MX直販! 幸せエクスプレス
- オウム20年目の真実〜暴走の原点と幻の核武装計画〜
- 世界の衝撃ストーリー
- 天才!志村どうぶつ園
- 中居正広の金曜日のスマイルたちへ
- ニッポンお騒がせ人物伝2
- 日本ぬくもりの旅
- ひとりでできるもん!・NHK教育（キャプテン・パオ・ドランの声）
- 報道スクープSP 激動!!世紀の大事件III 〜未解決事件の「謎」と目撃者の「新証言」?〜
- 丸の内小町

### 舞台
- 結婚・プレイ
- THE KABUKI
- 桜の苑におぼろになる
- ちゃんとした道
- 23階の笑い
- 変ホ長調三重奏曲
- マグノリア
- ルームサービス
- 命のバトン

### 吹き替え

#### 担当俳優
シェー・ウィガム
- Death Note/デスノート（ジェームズ・ターナー）
- ベイルート（ゲイリー・ルザック）
- ボードウォーク・エンパイア 欲望の街（イライアス・“イーライ”・トンプソン）

#### 映画
- RV（トッド・マロリー〈ウィル・アーネット〉）
- アルマゲドン2011（トム・ヤング〈マイケル・トルッコ〉）
- アンダーカバー・ブルース/子連れで銃撃戦!?
- ウインドトーカーズ（ネリー〈マーティン・ヘンダーソン〉）※DVD版
- ウエディング宣言（ケヴィン・フィールズ〈マイケル・ヴァルタン〉）
- エイリアン3（ケヴィン）※テレビ朝日版
- エバーラスティング 時をさまようタック
- 偶然の恋人（グレッグ・ジャネロ〈トニー・ゴールドウィン〉）
- 砂漠でサーモン・フィッシング（シャイフ・ムハンマド〈アムール・ワケド〉）
- シークレット ウインドウ（ケン・カーシュ〈チャールズ・S・ダットン〉）
- スタートレックVI 未知の世界
- セックス・アンド・ザ・シティ2（リカルド〈マックス・ライアン〉）
- ダニエル・スティール/愛のカレイドスコープ・訣別の微笑（サム）※テレビ東京版
- デート & ナイト（フランク・クレンショー地方検事〈ウィリアム・フィクナー〉）
- 鉄ワン・アンダードッグ
- デトネーター ※ソフト版
- トゥルー・クライム（フランク・ルイス・ビーチャム死刑囚〈イザイア・ワシントン〉）※ソフト版
- ナイト・オブ・ゴッド（ジャン〈スタニスラス・メラール〉）
- ハート・ロッカー（ジョン・ケンブリッジ軍医中佐〈クリスチャン・カマルゴ〉）
- 裸のマハ（マヌエル・デ・ゴドイ〈ジョルディ・モリャ〉）
- 花嫁のパパ（ブライアン・マッケンジー〈ジョージ・ニューバーン〉）
- 花嫁のパパ2（ブライアン・マッケンジー〈ジョージ・ニューバーン〉）
- バビロン5（アーサー〈マイケル・ヨーク〉）
- ハンナ（アイザックス〈トム・ホランダー〉）
- 陽だまりのグラウンド（ジミー・フレミング〈マイク・マッグローン〉）
- ビバリーヒルズ・コップ3（消防士〈ジョン・シングルトン〉）※ソフト版
- フライト・デスティネーション（ダニエル・ウィンター〈ルー・ダイアモンド・フィリップス〉）
- プライベート・プラクティス 迷えるオトナたち（マーク・スローン〈エリック・デイン〉）
- 北京ヴァイオリン（チアン先生）
- ほぼトワイライト（フランク）
- マキシマムスピード（フランク・トラバー）
- 未知との遭遇（ロイ・ニアリー〈リチャード・ドレイファス〉）※ソフト版
- メラニーは行く!（アンドリュー・ヘニングス〈パトリック・デンプシー〉）
- レプリカント（スタン・レイズマン〈イアン・ロビンソン〉）※ソフト版
- ワールド・トレード・センター（デイブ・カーンズ元軍曹〈マイケル・シャノン〉）
- ワンドゥギ（ドンジュ〈キム・ユンソク〉）

#### ドラマ
- アリー my Love
- ER緊急救命室（オーディア、救急隊員）
- X-ファイル
- クリミナル・マインド5 FBI行動分析課（サマーズ）
- グレイズ・アナトミー 恋の解剖学（マーク・スローン〈エリック・デイン〉）
- ザ・パシフィック（ラーキン中尉）
- ザ・ホワイトハウス
- 続ハリーズ・ロー 裏通り法律事務所（フォークナー）
- タルジャの春（オム・キジュン〈イ・ヒョヌ〉）※フジテレビ韓流α
- 24 -TWENTY FOUR-
- ビバリーヒルズ青春白書
- LAW & ORDER:性犯罪特捜班（エリオット・ステイブラー〈クリストファー・メローニ〉）

#### アニメ
- おたすけマニー（マイナー、ロパートさん 他）

### テレビアニメ
1993年
- ルパン三世 ルパン暗殺指令

1995年
- バーチャファイター（ガイ・クルガー）
- ルパン三世 ハリマオの財宝を追え!!

1997年
- 剣風伝奇ベルセルク（1997年 - 1998年、側近、副官）

2003年
- 明日のナージャ（リタの父親）
- キノの旅 -the Beautiful World-（シズ）

2004年
- ふたりはプリキュア（さなえの父）
- ルパン三世 盗まれたルパン 〜コピーキャットは真夏の蝶〜（サンタナ）

2006年
- ふたりはプリキュア Splash Star（美翔弘一郎）

2010年
- NARUTO -ナルト- 疾風伝（2010年 - 2013年、カタズ、タテワキ）

2013年
- トレインヒーロー（アレスターリア国王）

### 劇場アニメ
- 3丁目のタマ おねがい!モモちゃんを捜して!!（1993年、ボブテイル）
- ルパン三世 くたばれ!ノストラダムス（1995年、教団兵士）
- ルパン三世 DEAD OR ALIVE（1996年）
- ヱヴァンゲリヲン新劇場版:破（2009年）

### ゲーム
- Microsoft Flight Simulator X（2007年）
- 電撃学園RPG Cross of Venus（2009年、シズ）

### 特撮
- 仮面ライダー電王（2007年、スネールイマジン〈雄〉の声）

### WEBドラマ
- 新人看護師は院長の孫娘！？（2025年） - 富澤次郎 役[11]